# Mutação por mudança da matriz de leitura

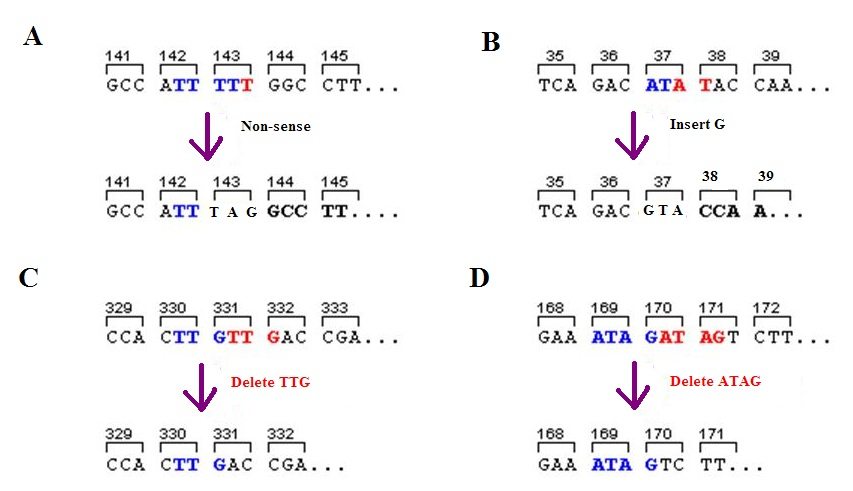
Exemplos de indels que provocam mudança da matriz de leitura

Uma mutação por mudança da matriz de leitura é uma mutação causada por indels (inserção + deleção) de um número de nucleotídeos diferente de três e seus múltiplos (ex.: 1, 2, 4, 5, 7, etc...) em uma determinada sequência de DNA. Devido à fundamentação da expressão gênica ser baseada em um triplete natural de nucleotídeos (códon), a inserção ou deleção pode perturbar a matriz de leitura, isto é, um único nucleotídeo alterado modifica toda sequência de códons a partir da mutação resultando em um produto gênico completamente diferente do original. Quanto mais inicial for a inserção ou deleção, mais alterado vai ser o produto gênico.